# Kung Valdemars jordebok
Kung Valdemars jordebok (da. Kong Valdemars Jordebog, lat. Liber Census Daniæ) är en urkund på latin från omkring år 1300 från Sorø kloster som är en avskrift på pergament av dokument från 1200-talet. Den upprättades på initiativ av kung Valdemar Sejr och består bland annat av en matrikel över vilka som ägde jord i dåtidens danska välde. Jordeboken är en viktig historisk källa där många orter i nutidens Danmark, Tyskland, Sverige och Estland nämns i skrift för första gången.

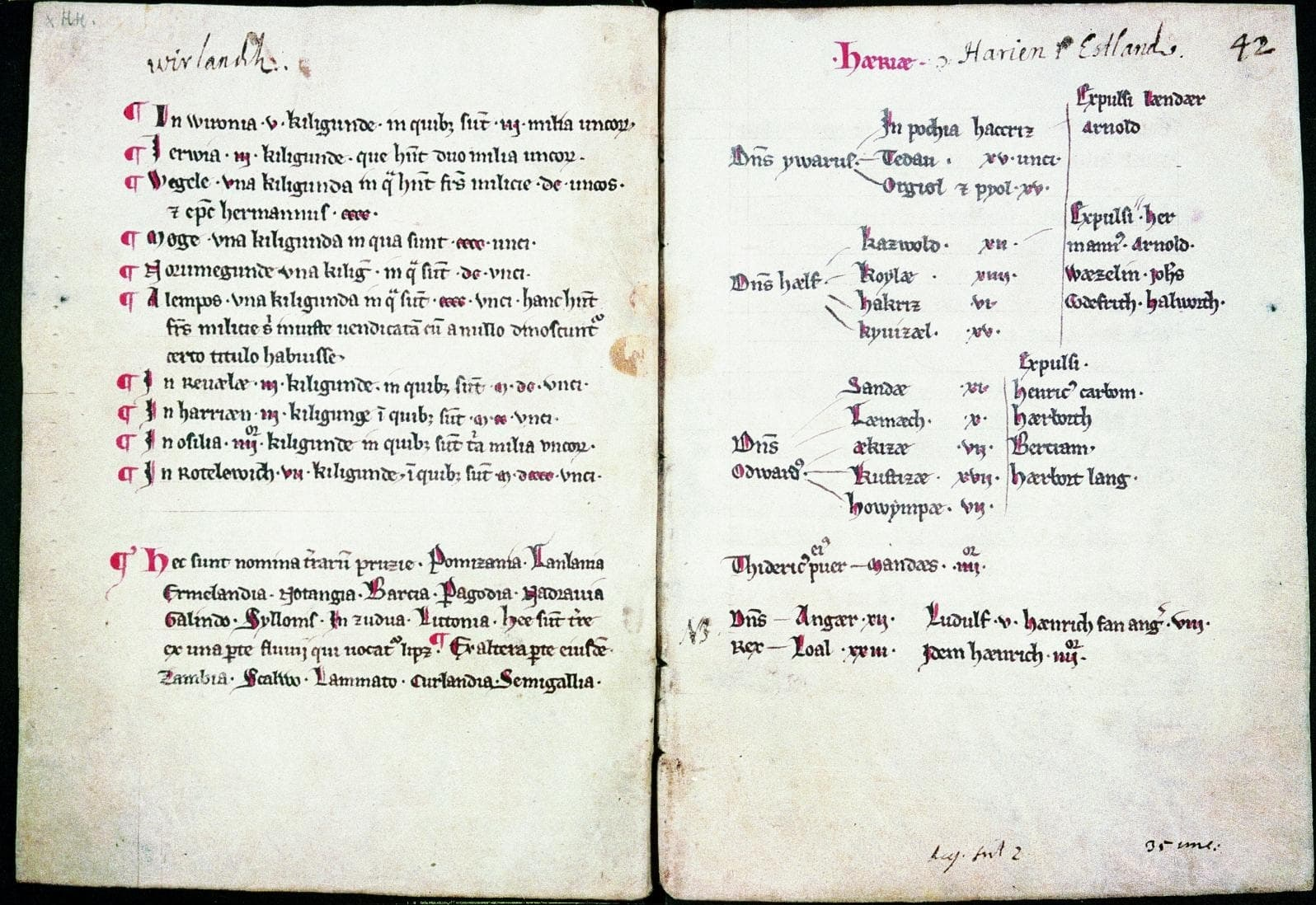
Uppslag med bland annat preussiska stater, nederst till vänster.

Jordeboken omfattar ett antal separata handskrifter, bland annat "huvudstycket" från 1231 om kungens avgifter från län och handelsplatser, en påvelängd, en kungalängd, en broderlista, en Hallands-, en Femern- och en Falsterlista, två Estlandslistor, en lista över alla danska öar, stadgar för munkar av benediktinorden, färdbeskrivningen det danska itinerariet, som beskriver Kung Valdemars segelled från Utlängan i Blekinge till Tallinn, en färdbeskrivning från Jylland till Akko i dagens Israel, med mera.
Jordeboken inköptes mot slutet av 1600-talet i Köpenhamn av den svenske språkforskaren och orientalisten Johan Gabriel Sparfwenfeldt. Boken delades snart av okänd anledning i två delar, och hopfogades inte förrän under 1800-talet vid Kungliga biblioteket i Stockholm. Boken överlämnades 1929 till det danska Rigsarkivet där den har digitaliserats.

## Kungalev
I jordeboken används begreppet kungalev eller konunglef. Exakt hur ordet ska tolkas har varit föremål för diskussion då det inte förekommer på något annat ställe i litteraturen.  Det har tolkats som ett område med flera kronohemman; gårdar som tillhörde kungamakten, då den danska kronans egendomar och rättigheter. Inom kungalevet fanns oftast en kungsgård, och till denna kan det ha hört en kyrka.